# Resolució 924 del Consell de Seguretat de les Nacions Unides
La Resolució 924 del Consell de Seguretat de les Nacions Unides fou adoptada per unanimitat l'1 de juny de 1994. Després de considerar la guerra civil al Iemen entre el govern del Iemen i el Partit Socialista Iemenita, el Consell va demanar la cessació immediata de les hostilitats i la missió d'investigació que s'enviarà al país.
El Consell expressar la seva preocupació per la mort de civils innocents, alhora que valora els esforços de la Lliga Àrab, el Consell de Cooperació pels Estats Àrabs del Golf, l'Organització de la Conferència Islàmica i diversos països per contribuir a una solució pacífica del conflicte.
Després de considerar que la situació podria suposar una amenaça per a la pau i la seguretat a la regió, el Consell va instar a posar fi a la disposició d'armes i altres materials que podrien contribuir al conflicte, recordant a totes les parts interessades que les diferències no podrien resoldre's a través de l'ús de la força i els insta a tornar a negociacions.
Es va demanar al Secretari General Boutros Boutros-Ghali que enviés una missió d'investigació al Iemen per avaluar les perspectives de diàleg entre les parts i que informés sobre els resultats de la missió dins d'una setmana de la seva finalització. Malgrat l'aprovació de la Resolució 924, va tenir poc efecte, ja que es va declarar un alto el foc, però va durar només sis hores. El conflicte es va tractar més a la resolució 931.